# Bosna a Hercegovina na Letních olympijských hrách 2016
Bosnu a Hercegovinu na Letních olympijských hrách 2016 v Rio de Janeiru reprezentovalo 11 sportovců z toho 7 mužů a 4 ženy. Reprezentanti nevybojovali žádnou medaili ani nezaznamenali žádné výrazné úspěchy.